# Kosaku Yamada
Kosaku Yamada (em japonês, 山田耕筰 Yamada Kōsaku, Tóquio, 9 de junho de 1886 – Tóquio, 29 de dezembro de 1965) foi o primeiro compositor de ópera japonês, sendo sobretudo conhecido pela sua ópera de 1940 Kurofune (Os Barcos Negros).
Em bastantes livros de referência ocidentais o seu nome é escrito Kósçak Yamada, uma transliteração fantasiosa que usou no ocidente.
Depois de estudar na Tokyo Music School, saiu do Japão rumo à Alemanha para se matricular na Berlin Hochschule onde aprendeu composição, antes de ir para os Estados Unidos da América durante dois anos. Ao voltar ao Japão, após o final da Primeira Guerra Mundial, dedicou-se à composição de óperas e à condução de orquestras.

## Principais composições
Óperas
- Ayame [Íris] (1931)
- Kurofune [Navios Negros] (1940)
- Hsìang-fei (1946)

Outras obras de palco
- Maria Madalena para o balé, depois do drama de M. Maeterlinck (1916) (esboços para piano estavam completos, mas agora estão perdidos; os esboços nunca foram desenvolvidos)

Obras orquestrais
- Abertura em ré maior (1912)
- Sinfonia em fá maior "Triunfo e Paz" (1912)
- Kurai Tobira, poema sinfônico (1913)
- Madara No Hana, poema sinfônico (1913)
- Sinfonia Coreográfica 'Maria Magdalena' (1918) (escrita a partir de esboços para um balé; apresentada pela primeira vez no Carnegie Hall)
- Sinfonia "Inno Meiji" (1921)
- Nagauta Sinfonia "Tsurukame" para voz, shamisen e orquestra (1934)

Obras da Câmara
- Quarteto de Cordas No. 1 em fá maior
- Quarteto de Cordas No. 2 em Sol maior
- Quarteto de Cordas No. 3 em dó menor
- Hochzeitsklänge para quinteto para piano (1913)
- Chanson triste japonaise para violino e piano (1921)
- Suite japonaise para violino e piano (1924)
- Variações de Kono-michi para flauta e piano (1930)

Obras para piano
- New Year's Eve (1903)
- Variationen (1912)
- The Chimes of the Dawn (1916)
- Les poèmes à Scriabin (1917)
- Karatachi-no-hana para piano solo (1928)

Trabalhos corais
- Die Herbstfeier para coro misto e orquestra (1912)

Canções
- "Canção de Aiyan" (1922)
- "Chugoku chihō no komoriuta" [Canção de ninar da área de Chugoku]
- "Karatachi no hana"
- "Pechika"
- "Kono michi [ja]" [Esta Estrada]
- "Akatombo" [Libélula Vermelha] (1927)
- "Yuu-in"
- "Sabishiki Yoruno Uta" [Canções da Noite Solitária] (1920)

## Gravações
- Yamada Kosak Memorial Album – Quince Blossoms – Columbia BLS-4001 (1966?)
- "Aka Tombo" recorded by Jean-Pierre Rampal (flute) and Ensemble Lunaire, Japanese Folk Melodies transcribed by Akio Yashiro, CBS Records, 1978
- Kósçak Yamada, Overture in D major, Symphony in F major 'Triumph and Peace', and symphonic poems The Dark Gate and Madara No Hana, Ulster Orchestra and New Zealand Symphony Orchestra, dir. Takuo Yuasa. Naxos, 2004
- Kósçak Yamada, Nagauta Symphony "Tsurukame", Inno Meiji, Maria Magdalena, Tokyo Metropolitan Symphony Orchestra, dir. Takuo Yuasa. Naxos, 2007